# Knox County (Nebraska)
Knox County ist ein County im Bundesstaat Nebraska der Vereinigten Staaten. Der Verwaltungssitz (County Seat) ist Center, das nach seiner zentralen Lage im County so benannt wurde.

## Geographie
Das County liegt im Nordosten von Nebraska, grenzt im Norden an South Dakota und hat eine Fläche von 2952 Quadratkilometern, wovon 82 Quadratkilometer Wasserfläche sind. Es grenzt in Nebraska im Uhrzeigersinn an folgende Countys: Cedar County, Pierce County, Antelope County, Holt County und Boyd County.

## Geschichte
Knox County wurde 1854 gebildet. Benannt wurde es nach dem Generalmajor Henry Knox.
15 Bauwerke und Stätten des Countys sind im National Register of Historic Places eingetragen (Stand 11. Februar 2018).

## Demografische Daten

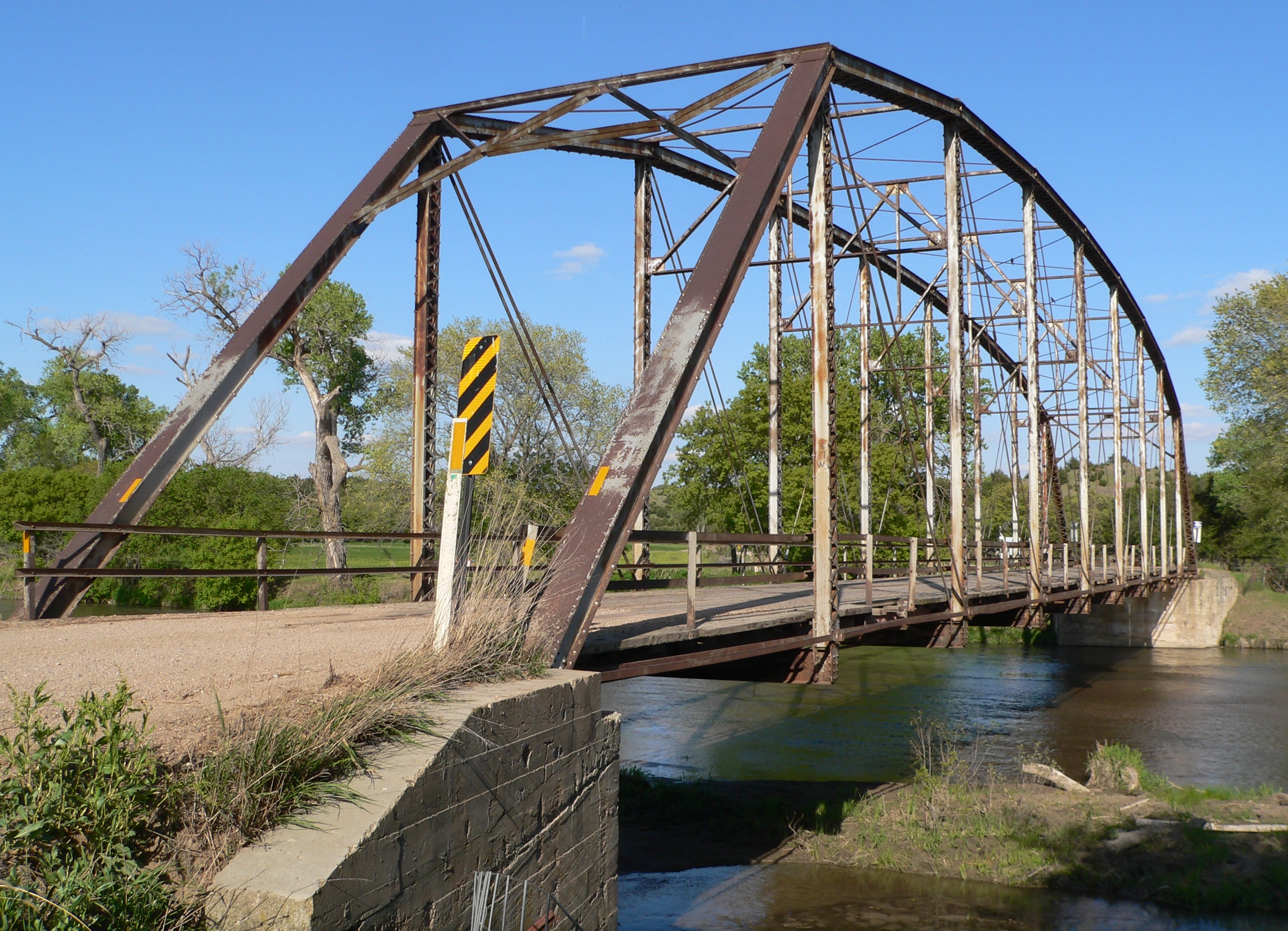
Gross State Aid Bridge, gelistet im NRHP

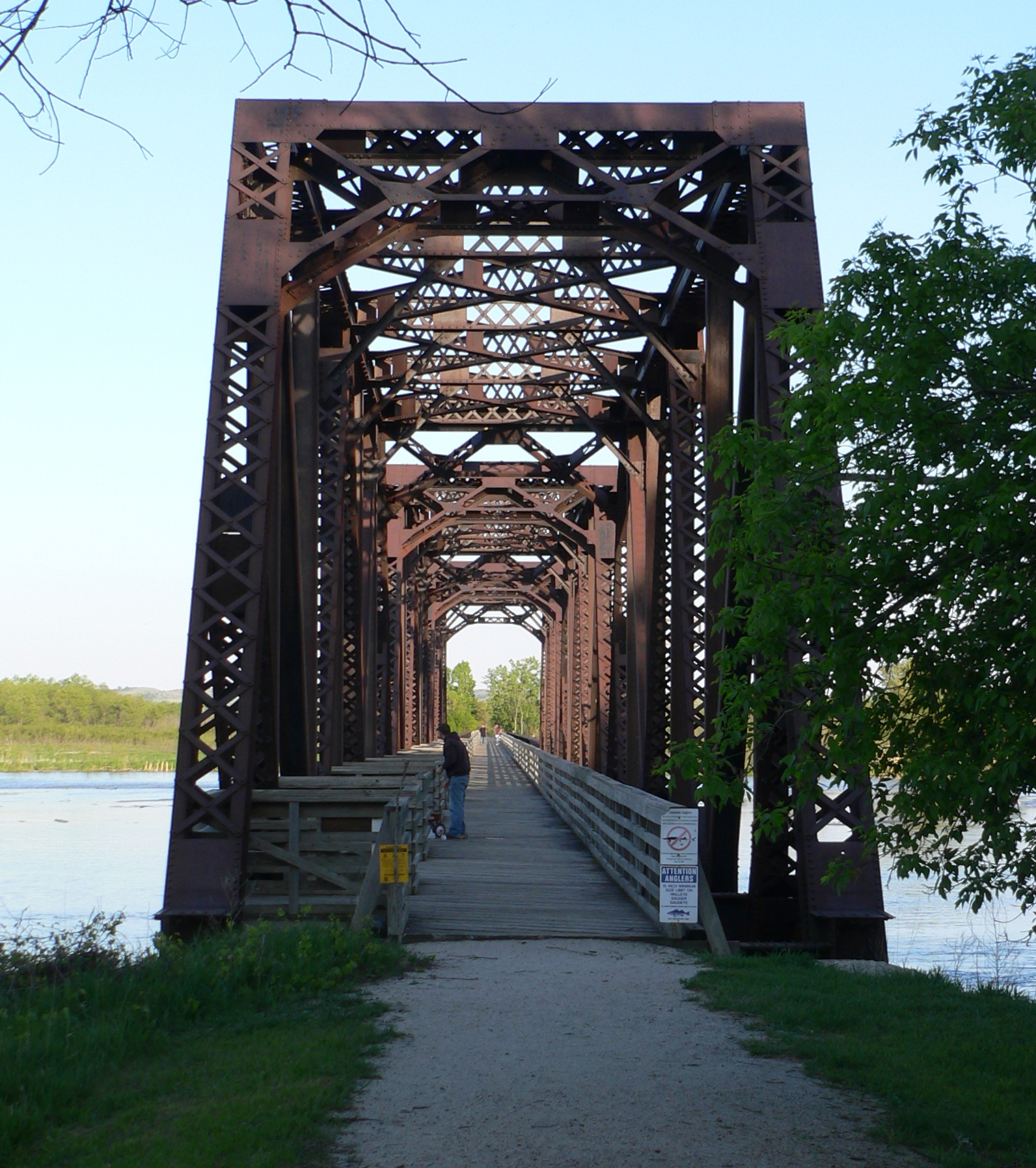
Niobrara River Bridge, gelistet im NRHP

Nach der Volkszählung im Jahr 2000 lebten im Knox County 9374 Menschen in 3811 Haushalten und 2595 Familien. Die Bevölkerungsdichte betrug 3 Einwohner pro Quadratkilometer. Ethnisch betrachtet setzte sich die Bevölkerung zusammen aus 91,63 Prozent Weißen, 0,09 Prozent Afroamerikanern, 7,12 Prozent amerikanischen Ureinwohnern, 0,16 Prozent Asiaten, 0,04 Prozent Bewohnern aus dem pazifischen Inselraum und 0,34 Prozent aus anderen ethnischen Gruppen; 0,63 Prozent stammten von zwei oder mehr Ethnien ab. 0,91 Prozent der Bevölkerung waren spanischer oder lateinamerikanischer Abstammung.
Von den 3811 Haushalten hatten 29,3 Prozent Kinder und Jugendliche unter 18 Jahre, die bei ihnen lebten. 59,0 Prozent waren verheiratete, zusammenlebende Paare, 6,0 Prozent waren allein erziehende Mütter, 31,9 Prozent waren keine Familien, 29,9 Prozent waren Singlehaushalte und in 17,4 Prozent lebten Menschen im Alter von 65 Jahren oder darüber. Die Durchschnittshaushaltsgröße betrug 2,40 und die durchschnittliche Familiengröße lag bei 2,98 Personen.
Auf das gesamte County bezogen setzte sich die Bevölkerung zusammen aus 25,5 Prozent Einwohnern unter 18 Jahren, 5,5 Prozent zwischen 18 und 24 Jahren, 21,9 Prozent zwischen 25 und 44 Jahren, 23,9 Prozent zwischen 45 und 64 Jahren und 23,1 Prozent waren 65 Jahre alt oder darüber. Das Durchschnittsalter betrug 43 Jahre. Auf 100 weibliche Personen kamen 96,7 männliche Personen. Auf 100 Frauen im Alter von 18 Jahren oder darüber kamen statistisch 95,2 Männer.
Das jährliche Durchschnittseinkommen eines Haushalts betrug 27.564 USD, das Durchschnittseinkommen der Familien betrug 34.073 USD. Männer hatten ein Durchschnittseinkommen von 23.373 USD, Frauen 18.319 USD. Das Prokopfeinkommen betrug 13.971 USD. 12,5 Prozent der Familien und 15,6 Prozent der Bevölkerung lebten unterhalb der Armutsgrenze. Davon waren 20,4 Prozent Kinder oder Jugendliche unter 18 Jahre und 13,5 Prozent waren Menschen über 65 Jahre.

## Orte im County
- Bazile Mills
- Bloomfield
- Center
- Creighton
- Crofton
- Dukeville
- Jelen
- Knoxville
- Lindy
- Midland
- Niobrara
- Pishelville
- Ponca
- Santee
- Sparta
- Tewsville
- Venus
- Verdel
- Verdigre
- Walnut
- Wausa
- Winnetoon

Townships
- Addison Township
- Bohemia Township
- Central Township
- Cleveland Township
- Columbia Township
- Creighton Township
- Dolphin Township
- Dowling Township
- Eastern Township
- Frankfort Township
- Harrison Township
- Herrick Township
- Hill Township
- Jefferson Township
- Lincoln Township
- Logan Township
- Miller Township
- Morton Township
- Niobrara Township
- North Frankfort Township
- Peoria Township
- Raymond Township
- Spade Township
- Sparta Township
- Union Township
- Valley Township
- Verdigre Township
- Walnut Grove Township
- Washington Township
- Western Township